# Алмади
Нос Алмади (на френски: Pointe des Almadies) е най-западната точка на континента Африка. Намира се в севрозападния край на полуостров Кап Вер в Сенегал.

## Местоположение
Намира се в агломерацията на сенегалската столица Дакар, близо до националния парк Илс дьо Маделен, хълмовете Ле Мамеле, село Нгор и град Йоф.
Алмади се намира на 30 минути път от Дакар, така че градският транспорт отива дотам. Намира се на около 5 км от летище Леополд Седар Сенгор. На носа се намира водещият хотел на страната – Хотел Меридиан Президинсиел.

## Екология
Водите около носа нямат живот. Водите на екваториалното северно крайбрежие са по-топли с 2 – 3 градуса от тези на южното крайбрежие, което се дължи на високите нива на хлорофил, довели до измиране на рибите и по двете страни на полуострова.